# Мескин, Арон Мовшевич
Арон Мовшевич Мескин (Арон Маркович Мескин; 1898, Шумячи — 1974, Тель-Авив) — российский еврейский актёр; эмигрировал в подмандатную Палестину (1928), лауреат Премии Израиля (1960).

## Биография
Арон Мескин родился в Шумячи в семье сапожника Моисея Мескина и Рашель Хазановой. Учился в хедере, позднее служил в РККА. С 1919 года — актёр театра «Габима». Известен, в частности, ролью слепого Рафаэля в поставленном Е. Вахтанговым спектакле «Гадибук», о которой Владислав Иванов в книге «Русские сезоны театра Габима» писал:

Арон Мескин в роли слепого Рафаэля — растительный образ — ствол погибшего дерева, на котором он — ветка с вытянутой вперед рукой слепца. Болезненное веселье, метания по краю пропасти, создавали картину души, оторвавшейся от всего обычного. Композиция спектакля развертывалась, как в циклоне, где из глубин черных безобразных нищих в белом появлялась Лея Ровиной.

С 1928 года — в Эрец-Исраэль. Известны его шекспировские образы на сцене.
Сыновья — известный израильский театральный актёр, режиссёр и педагог Амнон Мескин (1934-2015) и Юваль Мескин (р. 1954), радиожурналист.

## Театральные работы
- 1922 — Гадибук[7] — Рафаэль[8], Хасид
- 1928 — Клад по Ш.-Алейхему — Фейга-Лея
- 1929 — Корона Давида — Царь Давид
- 1932 — Простые люди по Ш.-Алейхему — Копл
- 1936 — Шейлок
- 1950 — Отелло
- 1954 — Макбет
- 1955 — Король Лир

## Фильмография
- 1966 — Цвей Куни-Лемл (реж. И. Бекер)